# John Wayne (reggae)
Pour les articles homonymes, voir John Wayne et Wayne.
John Wayne (décédé le 30 janvier 2014) est un deejay jamaïcain de reggae. Il a obtenu un grand succès en 1985 avec le titre Call The Police sur le riddim Sleng Teng, mais aussi notamment avec le morceau Jamming in the Street en duo avec Sugar Minott.

## Biographie
Son plus gros succès est la chanson Call The Police, publiée en 1985 par le label de King Jammy, qui utilise le riddim Sleng Teng.
John Wayne est décédé le matin du 30 janvier 2014 à l'hôpital public de Kingston des suites d'une insuffisance rénale. 
Il a laissé sept enfants et huit petits-enfants.

## Discographie
- 1983 : Boogie Down (Vista Sounds)